# 弗拉尼根 (內華達州)
弗拉尼根（英語：Flanigan）是位於美國內華達州瓦肖縣的鬼鎮。

## 歷史
弗拉尼根的郵局於1914年設立，其後於1961年停運。

## 地理
弗拉尼根所處的海拔為高於海平面1221米（即4006英呎），而該地所採用的時區為UTC-8，即太平洋时区（PST）。同時該地設有夏令時間，為UTC-8調快一小時，即UTC-7（PDT）。